# سیلاژ

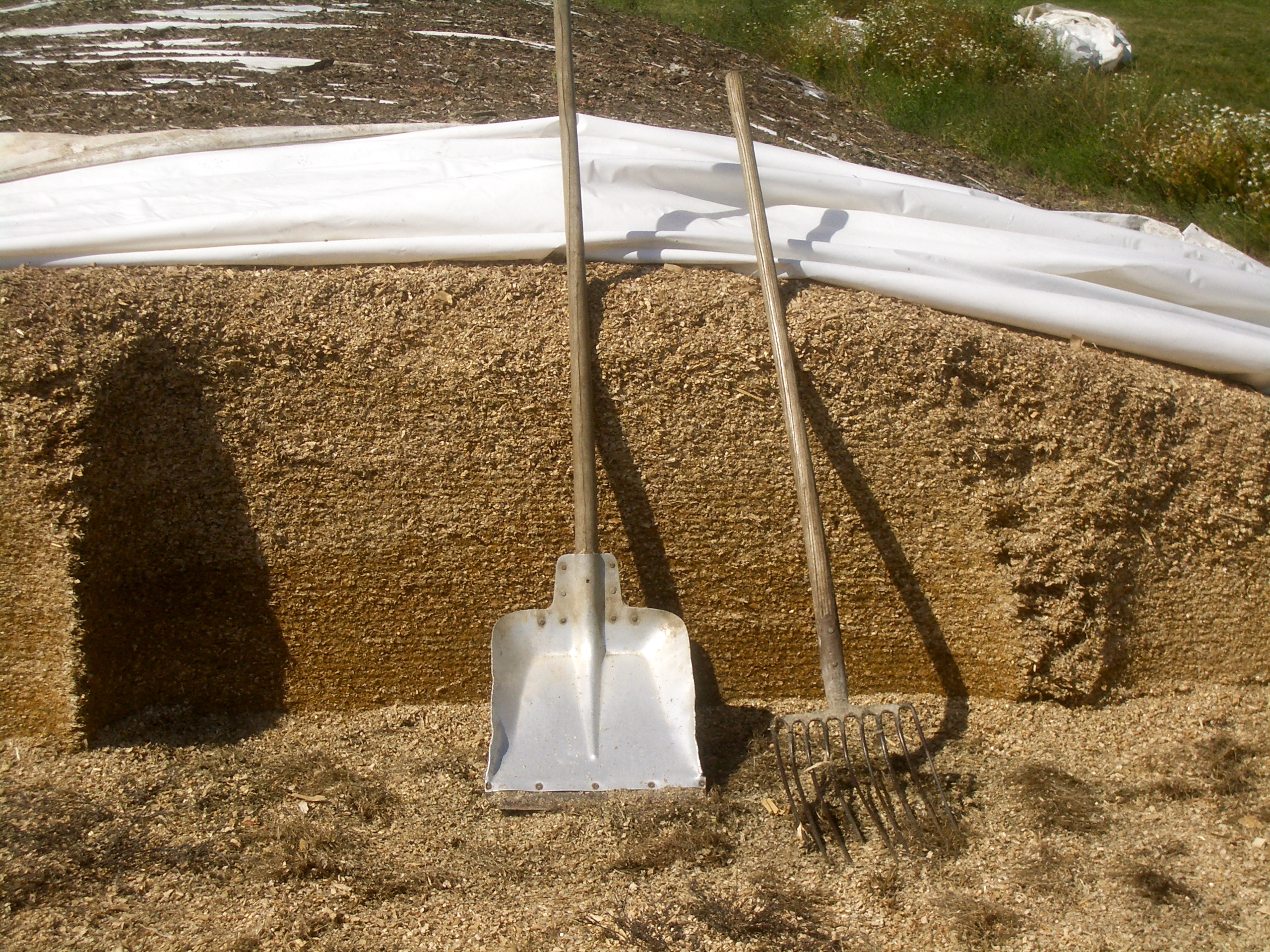
سیلاژ ذرت

سیلاژ یا سیلو کردن (به انگلیسی: silage) از تخمیر ساقه و برگ علوفه‌هایی همچون ذرت، جو یا دیگر اضافه‌های مزرعه فرآوری می‌شود که خوراکی بی‌همتا برای دام می‌باشد. با کمک تخمیر علوفه به مدت طولانی‌تری نگهداری شده و دارای مواد سودمند انرژی‌زا برای تقویت دام است. عامل کلیدی در تهیه سیلاژ مناسب، تولید زیاد اسید لاکتیک در زمان کم و کاهش سریع pH در علوفه‌های سیلاژشده می‌باشد. نتایج تحقیقات حاکی از این است که لاکتوباسیلوس‌ها میکروارگانیسم‌های غالب در علوفه‌های در حال رشد بوده و در تخمیر سیلو نقش اصلی دارند. تخمیر در سیلاژ سبب می‌شود تا مدت‌ها بتوان از علوفه‌های سیلاژشده استفاده نمود، بدون این که ارزش غذایی علوفه کاهش یابد. در ایران معمولاً سیلاژها با گیاه ذرت خردشده (شامل ساقه، بلال و برگ) تهیه می‌شود، اما در کشورهایی که تولید یونجه زیاد بوده و خشک کردن آن با مشکلاتی روبرو می‌باشد، سیلاژ یونجه نیز تهیه می‌گردد.

## انواع روش سیلو کردن
سیلاژ به روش‌های متفاوت عمودی، افقی، پشته‌ای و استفاده از پلاستیک انجام می‌گیرد.

## میزان رطوبت
رطوبت مناسب علوفه برای سیلو کردن بین ۶۵ تا ۷۰ درصد است.

## مراحل ساخت سیلاژ با پلاستیک
در قدم اول باید علوفه را آماده کنیم. زمانی که علوفه دارای بالاترین سطح مواد مغذی در خود هستند، مرتع باید قطع شود. این کار معمولاً پیش از اینکه علوفه کاملاً رشد کنند، انجام می‌شود. توجه به این نکته خیلی مهم است، زیرا تمامی انواع علوفه مانند یونجه و سیلاژ دارای مقادیر کمتری از مواد مغذی نسبت به مراتع تازه هستند، بنابراین باید علوفه را در شرایط مناسبی آماده کرد تا محصول نهایی بیشترین مقدار مواد مغذی را داشته باشد.
مرحله بعدی خشک کردن رطوبت اضافی است. به علف اجازه داده می‌شود تا چند ساعت در مزرعه پژمرده شود تا رطوبت آن به حدود ۶۰ تا ۷۵ درصد کاهش یابد. این سطح رطوبت امکان تخمیر بهینه را فراهم می‌کند. اگر علوفه برای مدت طولانی‌تری کنار گذاشته شود، ممکن است بیش از حد خشک شود، یا ممکن است زیر باران بماند. این دو دلیل و دیگر تغییرهای جوی، باعث کاهش کیفیت تخمیر می‌شوند. همچنین، هر چقدر مدت طولانی‌تری بعد از رسیدن علوفه، بریده نشوند، امکان از دست دادن مواد مغذی آن‌ها بیشتر می‌شود.
در این مرحله علف‌های بریده‌شده را به قطعات کوچک‌تر خرد و سپس فشرده می‌کنند. دلیل اینکار افزایش سطح تماس و سرعت واکنش است. خرد کردن علف‌ها بسیار مهم است، زیرا میکروارگانیسم‌هایی به نام باکتری اسید لاکتیک برای انجام تخمیر در محیط‌های بدون اکسیژن مورد نیاز هستند. اگر قرار است سیلاژ در یک گودال بزرگ انباشته شود، تراکتورها و دیگر ماشین‌آلات معمولاً روی توده علوفه حرکت داده می‌شوند تا زمانی که سفت شود. اگر سیلاژ با دستگاه ذخیره شود، هنگام بسته‌بندی با دستگاه فشرده می‌شود.
بعد از فشرده‌سازی، علوفه را باید با پلاستیک بسته‌بندی کنیم تا اکسیژن آن خارج نشود. توده‌های علوفه فشرده را با ورقه‌های پلی اتیلن بزرگ می‌پوشانیم. از بین بردن و دور نگه داشتن اکسیژن یک بخش کلیدی در ساخت سیلو است. این به این دلیل است که تخمیر باید در شرایط بی‌هوازی (بدون اکسیژن) اتفاق بیفتد، در غیر این صورت نوع صحیح میکروارگانیسم‌ها رشد نخواهند کرد.
در حالی که اکسیژن باقی می‌ماند، آنزیم‌های گیاهی و دیگر باکتری‌ها و میکروارگانیسم‌ها با قندها و پروتئین‌های گیاه واکنش داده و انرژی تولید می‌کنند و مقدار این مواد مغذی را در علف کاهش می‌دهند.
هنگامی که تمام اکسیژن مصرف می‌شود، باکتری‌های اسید لاکتیک شروع به تکثیر می‌کنند. اینها باکتری‌هایی هستند که برای ساختن سیلو مورد نیاز هستند و قندهای گیاهی را به اسید لاکتیک تبدیل می‌کنند. این موضوع باعث کاهش PH می‌شود (به دلیل اسیدی‌تر بودن). هنگامی که PH حدود ۴–۵ شد، قندها از بین می‌روند و علوفه تا زمانی که سیلو باز شود و در معرض اکسیژن قرار گیرد به خوبی حفظ می‌شود. اگر PH به اندازه کافی پایین نباشد، نوع دیگری از باکتری شروع به تخمیر سیلو و محصولات جانبی (مانند آمونیاک) تولید می‌شود که طعم بدی برای گاوها و گوسفندان دارد.